# Прийомов Володимир Володимирович
Володи́мир Володи́мирович Прийо́мов (нар. 2 січня 1986, Самбір, Львівська область, Українська РСР, СРСР) — український футболіст, півзахисник сімферопольської «Таврії». Колишній гравець молодіжної збірної України.
Відомий виступами у складі таких футбольних клубів, як одеський «Чорноморець», криворізький «Кривбас», донецькі «Шахтар» та «Металург», російські «Крила Рад», а також у складі молодіжної збірної України.

## Біографія

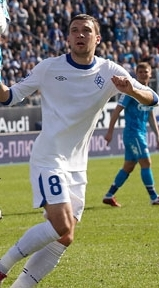
Володимир Прийомов під час виступів за «Крила Рад»

Вихованець одеської ДЮСШ-6 та тренера Володимира Миколайовича Броннікова. У ДЮФЛ України виступав за одеський СКА (1998/99), «Юнгу-Чорне море» (1999/00), ДЮСШ-11 (2000/01) та ДЮСШ-9 (2001/02-2002/03).
Після завершення школи переїхав до Німеччини, де потрапив до структури котбуської «Енергі», але виступав лише за молодіжну команду, тому 2004 року повернувся в Україну де грав у аматорських клубах: одеському «Івані» та білгород-дністровському «Тирасі-2500», у складі якого став чемпіоном Одеської області. На початку 2005 року Володимир підписав професійний контракт із російським «Сатурном» з міста Раменське, але також виступав лише за дубль, провівши 17 матчів, в яких забив 4 голи.
Улітку 2005 року повернувся в Україну та підписав контракт із донецьким «Металургом». 10 вересня 2005 року дебютував у Вищій лізі в матчі проти луцької «Волині» і в першому ж сезоні зіграв у 13 матчах чемпіонату, а наступного року став основним гравцем команди.
У першій половині 2007 року Прийомов своєю грою зацікавив тренерський штаб донецького «Шахтаря», який придбав футболіста влітку того ж року. З новою командою Прийомов дебютував 10 липня 2007 року матчем за Суперкубок України, який гірники програли київському «Динамо» з рахунком 2:2 (2:4), а сам Володимир відіграв перший тайм матчу і був у перерві замінений на Ігора Дуляя. Прийомов у липні зіграв ще два матчі за «гірників» у чемпіонаті, після чого став виступати виключно за молодіжну команду, хоча й тричі виходив за головну команду в матчах кубку України.
23 березня 2008 року Володимир був відданий в оренду до кінця сезону до рідної Одеси грати за місцевий «Чорноморець», де зіграв у семи матчах. Невдовзі після повернення з оренди влітку 2008 року, контракт із «Шахтарем» було розірвано і Прийомов довгий час був вільним агентом.
У квітні 2010 року підписав контракт із першоліговою «Кримтеплицею», куди Володимира запросив головний тренер кримчан Олександр Севідов, який знав можливості Прийомова ще з виступів того у «Металурзі». За команду з Криму виступав до кінця сезону, а восени того ж року перейшов до іншого першолігового клубу — ПФК «Олександрії».
1 березня 2011 року російський клуб з Самари «Крила Рад» оголосив про укладення контракту на 2,5 роки з Володимиром. За нову команду Прийомов дебютував 12 березня 2011 року в матчі 1 туру чемпіонату Росії зі «Спартаком» з Нальчика. В новій команді зіграв в сезоні 2011–2012 29 матчів за основний склад у Прем'єр-Лізі і відзначився забитим голом у ворота московського ЦСКА. 13 серпня 2012 року після завершення сезону за обопільною згодою контракт був розірваний.
5 жовтня 2012 року на правах вільного агента підписав контракт із криворізьким «Кривбасом» і дебютував за команду в матчі 11 туру чемпіонату України проти своєї колишньої команди — донецького «Металурга», який завершився розгромною поразкою криворіжців з рахунком 2:6. Всього за сезон провів за криворізький клуб 16 ігор в чемпіонаті, в яких забив 3 голи.
Улітку 2013 року «Крибвас» було знято зі змагань і Прийомов, разом з одноклубниками Серґєєм Самодіним та Рінаром Валєєвим, на правах вільного агента підписав однорічний контракт із «Чорноморцем». Перший гол за «моряків» Прийомов забив 11 серпня у переможному матчі проти київського «Динамо» (2:1 на користь одеситів). 18 грудня того ж року на сайті champion.com.ua з'явилася інформація про можливий перехід Володимира до запорізького Металурга. А вже на початку наступного року, 4 січня, футболіст розірвав контракт із клубом за власною ініціативою.
Згодом футболіст підписав контракт з іншою українською командою — запорізьким «Металургом».
У липні 2016 року став гравцем іранського клубу «Персеполіс».
В березні 2017 року підписав контракт з «Олександрією». 15 березня 2017 року був внесений до заявки «Олександрії» на сезон по списку А. По завершенні сезону перейшов у «Олімпік», де грав до кінця року.
У лютому 2018 року став гравцем брунейського ДПММ, який виступав у чемпіонаті Сингапуру.
У січні 2022 року підписав контракт із сімферопольською «Таврією».

## Статистика виступів
| Клуб                                                                                                 | Ліга              | Сезон             | Чемпіонат | Чемпіонат | Кубок | Кубок | Єврокубки | Єврокубки | Інші змагання | Інші змагання | Інші змагання | Всього | Всього |
| Клуб                                                                                                 | Ліга              | Сезон             | Ігор      | Голів     | Ігор  | Голів | Ігор      | Голів     | Ігор          | Голів         | Назва         | Ігор   | Голів  |
| --- | ----------------- | ----------------- | --------- | --------- | ----- | ----- | --------- | --------- | ------------- | ------------- | ------------- | ------ | ------ |
| «Металург» З                                                                                         | ПЛ                | 13-14             | 0         | 0         | 0     | 0     | -         | -         | -             | -             | -             | 0      | 0      |
| «Металург» З                                                                                         | Всього            | Всього            | 0         | 0         | 0     | 0     | 0         | 0         |               | 0             | 0             | 0      | 0      |
| «Чорноморець» О                                                                                      | ПЛ                | 13-14             | 14        | 1         | 1     | 0     | 8         | 1         | -             | -             | -             | 23     | 2      |
| «Чорноморець» О                                                                                      | Всього            | Всього            | 14        | 1         | 1     | 0     | 8         | 1         |               | 0             | 0             | 23     | 2      |
| «Кривбас»                                                                                            | ПЛ                | 12-13             | 16        | 3         | 0     | 0     | -         | -         | ПД            | 1             | 0             | 17     | 3      |
| «Кривбас»                                                                                            | Всього            | Всього            | 16        | 3         | 0     | 0     | 0         | 0         |               | 1             | 0             | 17     | 3      |
| «Крила Рад» С                                                                                        | ПЛ                | 11-12             | 29        | 1         | 1     | 0     | -         | -         | -             | -             | -             | 30     | 1      |
| «Крила Рад» С                                                                                        | Всього            | Всього            | 29        | 1         | 1     | 0     | 0         | 0         |               | 0             | 0             | 30     | 1      |
| ПФК «Олександрія»                                                                                    | 1Л                | 10-11             | 3         | 0         | 1     | 0     | -         | -         | -             | -             | -             | 4      | 0      |
| ПФК «Олександрія»                                                                                    | Всього            | Всього            | 3         | 0         | 1     | 0     | 0         | 0         |               | 0             | 0             | 4      | 0      |
| «Кримтеплиця»                                                                                        | 1Л                | 09-10             | 8         | 1         | 0     | 0     | -         | -         | -             | -             | -             | 8      | 1      |
| «Кримтеплиця»                                                                                        | Всього            | Всього            | 8         | 1         | 0     | 0     | 0         | 0         |               | 0             | 0             | 8      | 1      |
| «Шахтар» Д                                                                                           | ВЛ                | 07-08             | 2         | 0         | 3     | 0     | -         | -         | ПД+СУ         | 7             | 3             | 12     | 3      |
| «Шахтар» Д                                                                                           | Всього            | Всього            | 2         | 0         | 3     | 0     | 0         | 0         |               | 7             | 3             | 12     | 3      |
| «Чорноморець» О                                                                                      | ВЛ                | 07-08             | 7         | 0         | 0     | 0     | -         | -         | -             | -             | -             | 7      | 0      |
| «Чорноморець» О                                                                                      | Всього            | Всього            | 7         | 0         | 0     | 0     | 0         | 0         |               | 0             | 0             | 7      | 0      |
| «Металург» Д                                                                                         | ВЛ                | 06-07             | 24        | 3         | 2     | 0     | -         | -         | ПД            | 3             | 1             | 29     | 4      |
| «Металург» Д                                                                                         | ВЛ                | 05-06             | 13        | 1         | 2     | 0     | -         | -         | ПД            | 12            | 8             | 27     | 9      |
| «Металург» Д                                                                                         | Всього            | Всього            | 37        | 4         | 4     | 0     | 0         | 0         |               | 15            | 9             | 56     | 13     |
| «Сатурн» Р                                                                                           | ПЛ                | 2005              | 0         | 0         | 0     | 0     | -         | -         | ПД            | 17            | 4             | 17     | 4      |
| «Сатурн» Р                                                                                           | Всього            | Всього            | 0         | 0         | 0     | 0     | 0         | 0         |               | 17            | 4             | 17     | 4      |
| Всього за кар'єру                                                                                    | Всього за кар'єру | Всього за кар'єру | 116       | 10        | 10    | 0     | 8         | 1         |               | 40            | 16            | 174    | 27     |
| ПЛ — Перм'єр-ліга; ВЛ — Вища ліга; ПД — першість дублерів; 1Л — перша ліга; СУ — Суперкубок України; |                   |                   |           |           |       |       |           |           |               |               |               |        |        |
| Останнє оновлення 19 грудня 2013                                                                     |                   |                   |           |           |       |       |           |           |               |               |               |        |        |

## Звання та досягнення
- Чемпіон Одеської області: 2004
- Срібний призер чемпіонату Ірану: 2015/16